# Fort Atkinson Water Tower

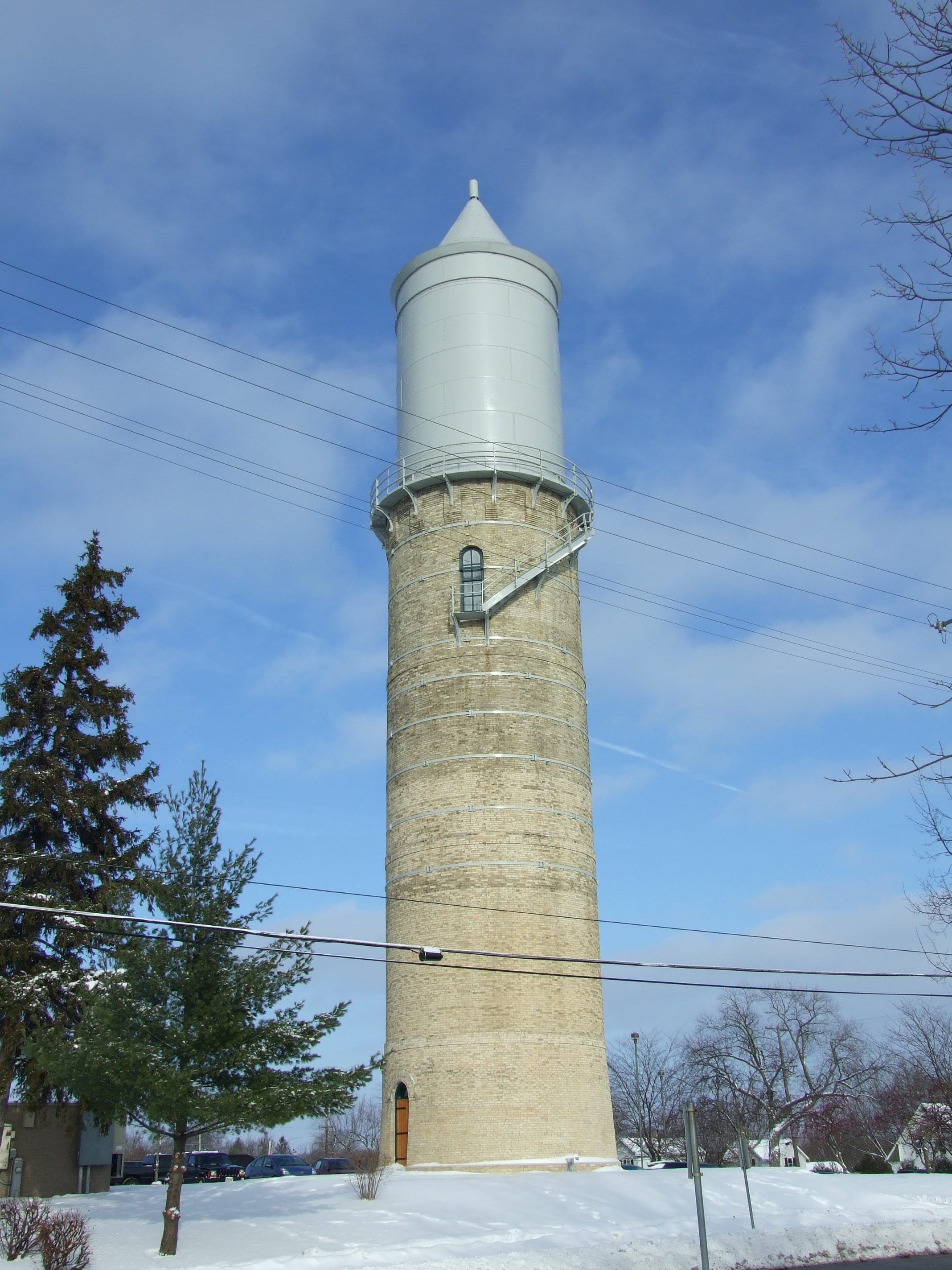
Fort Atkinson Water Tower (2007)

Der Fort Atkinson Water Tower ist ein ehemaliger Wasserturm mit historischer Relevanz. Das 1901, in Zylinderform errichtete Bauwerk, steht in Fort Atkinson, im Jefferson County, im US-Bundesstaat Wisconsin, in den Vereinigten Staaten. Er befindet sich an der Kreuzung der South High Street und Fourth Street, und wurde 1988 außer Betrieb genommen.
Das über hundertjährige Bauwerk sollte 1999 abgerissen werden, wurde jedoch im Rahmen einer Spendenaktion von ansässigen Bürgern vor dem Abriss gerettet. Der Turm wurde saniert, und vor allem wurde die bleihaltige Farbe entfernt. Der Umbau hat $450.000 gekostet.
Das Fundament besteht aus Kalkstein, der Sockel ist aus Backstein gefertigt. Das Dach und die Wände des Turms im Innenraum (Wasserbehälter) sind Metallverarbeitet und wurden 2015 überholt.
Der Fort Atkinson Wasserturm wurde am 15. November 2005 vom National Register of Historic Places mit der Nummer 05001298 als historisches Denkmal aufgenommen.